# The Spooks
Pour les articles homonymes, voir Spooks.
The Spooks est un groupe de musique américain, orienté R&B et hip-hop. Leur musique aborde des sujets relatant des problèmes sociaux, politiques ou personnels.
En 2000, ils devinrent connus pour leur single Things I've seen sur la mort de Amadou Diallo et la présence dans le clip vidéo de Laurence Fishburne. Le chanteur Water-Water quitta le groupe avant la réalisation de leur second album : Faster than you know (2003). Il décéda lors d'un accident de voiture juste avant la sortie de l'album.

## Discographie
- 2000 : S.I.O.S.O.S vol.1
- 2003 : Faster than you know

## Membres
- Booka-T ;
- Hypno ;
- Joe Davis ;
- Ming-Xia ;